# Katja Wirth
Katja Wirth (2 aprile 1980) è un'ex sciatrice alpina austriaca.
È sorella di Patrick, a sua volta sciatore della nazionale austriaca.

## Biografia

### Stagioni 1996-2004
Originaria di Bezau e attiva in gare FIS dal dicembre del 1995, la Wirth in Coppa Europa esordì il 12 dicembre 1996 a Sankt Sebastian in slalom gigante (21ª) e conquistò la prima vittoria, nonché primo podio, il 7 dicembre 1999 a Haute-Nendaz nella medesima specialità. Fece il suo esordio in Coppa del Mondo il 5 gennaio 2000 nello slalom gigante di Maribor, senza  qualificarsi per la seconda manche; sempre nel 2000 ai Mondiali juniores del Québec vinse la medaglia di bronzo nella combinata.
In Coppa del Mondo colse i primi punti il 2 marzo 2002, quando giunse 28ª nella discesa libera di Lenzerheide; nella stessa stagione 2001-2002 in Coppa Europa vinse la classifica di supergigante. Nel massimo circuito internazionale andò una volta a podio, il 1º marzo 2003 quando arrivò 2ª nella discesa libera di Innsbruck dietro alla compagna di squadra Michaela Dorfmeister; nella stessa stagione 2002-2003 in Coppa Europa vinse la classifica di discesa libera.

### Stagioni 2005-2008
Nel 2005 rappresentò l'Austria ai Mondiali di Bormio/Santa Caterina Valfurva, sua unica presenza iridata, senza portare a termine la prova di discesa libera. In Coppa Europa il 3 febbraio 2006 conquistò a Caspoggio in supergigante l'ultima vittoria e il 17 marzo successivo l'ultimo podio, ad Altenmarkt-Zauchensee in discesa libera (2ª); al termine di quella stagione 2005-2006 vinse per la seconda volta la classifica di supergigante nel circuito continentale.
Prese per l'ultima volta il via in Coppa del Mondo il 4 marzo 2007 a Tarvisio in supergigante (37ª), anche se in seguito avrebbe ancora preso parte alle prove delle discese libere di Lake Louise e Aspen dell'inizio della stagione 2007-2008; si ritirò in quello stesso 2007 e la sua ultima gara rimase lo slalom gigante dei Campionati liechtensteinesi 2007, disputato il 6 aprile a Malbun e non completato dalla Wirth.

## Palmarès

### Mondiali juniores
- 1 medaglia:
  - 1 bronzo (combinata a Québec 2000)

### Coppa del Mondo
- Miglior piazzamento in classifica generale: 31ª nel 2005
- 1 podio:
  - 1 secondo posto

### Coppa Europa
- Miglior piazzamento in classifica generale: 3ª nel 2002
- Vincitrice della classifica di discesa libera nel 2003
- Vincitrice della classifica di supergigante nel 2002 e nel 2006
- 17 podi:
  - 10 vittorie
  - 4 secondi posti
  - 3 terzi posti

#### Coppa Europa - vittorie
| Data             | Località        | Paese    | Specialità |
| ---------------- | --------------- | -------- | ---------- |
| 7 dicembre 1999  | Haute-Nendaz    | Svizzera | SG         |
| 31 gennaio 2001  | Pra Loup        | Francia  | DH         |
| 8 febbraio 2002  | Tarvisio        | Italia   | SG         |
| 7 gennaio 2003   | Tignes          | Francia  | DH         |
| 8 gennaio 2003   | Tignes          | Francia  | DH         |
| 28 gennaio 2003  | Megève          | Francia  | DH         |
| 13 febbraio 2003 | Maribor         | Slovenia | SG         |
| 20 dicembre 2005 | Außervillgraten | Austria  | SG         |
| 21 dicembre 2005 | Außervillgraten | Austria  | SG         |
| 3 febbraio 2005  | Caspoggio       | Italia   | SG         |

Legenda:

DH = discesa libera

SG = supergigante

### Campionati austriaci
- 6 medaglie[2]:
  - 4 argenti (combinata nel 1998; discesa libera nel 2005; discesa libera, supergigante nel 2007)
  - 2 bronzi (slalom gigante nel 2004; discesa libera nel 2006)

### Campionati austriaci juniores
- 5 medaglie[3]:
  - 1 oro (supergigante nel 1996)
  - 2 argenti (slalom speciale, combinata nel 1996)
  - 2 bronzi (discesa libera, slalom gigante nel 1996)